# Ozero Uchvisjtje
Ozero Uchvisjtje (ryska: Озеро Ухвище) är en sjö i Belarus.   Den ligger i voblasten Vitsebsks voblast, i den norra delen av landet, 160 km norr om huvudstaden Minsk. Ozero Uchvisjtje ligger 133 meter över havet. Arean är 0,37 kvadratkilometer. Den sträcker sig 1,9 kilometer i nord-sydlig riktning, och 0,7 kilometer i öst-västlig riktning.
I omgivningarna runt Ozero Uchvisjtje växer i huvudsak blandskog. Runt Ozero Uchvisjtje är det glesbefolkat, med 13 invånare per kvadratkilometer.